# David Terrien

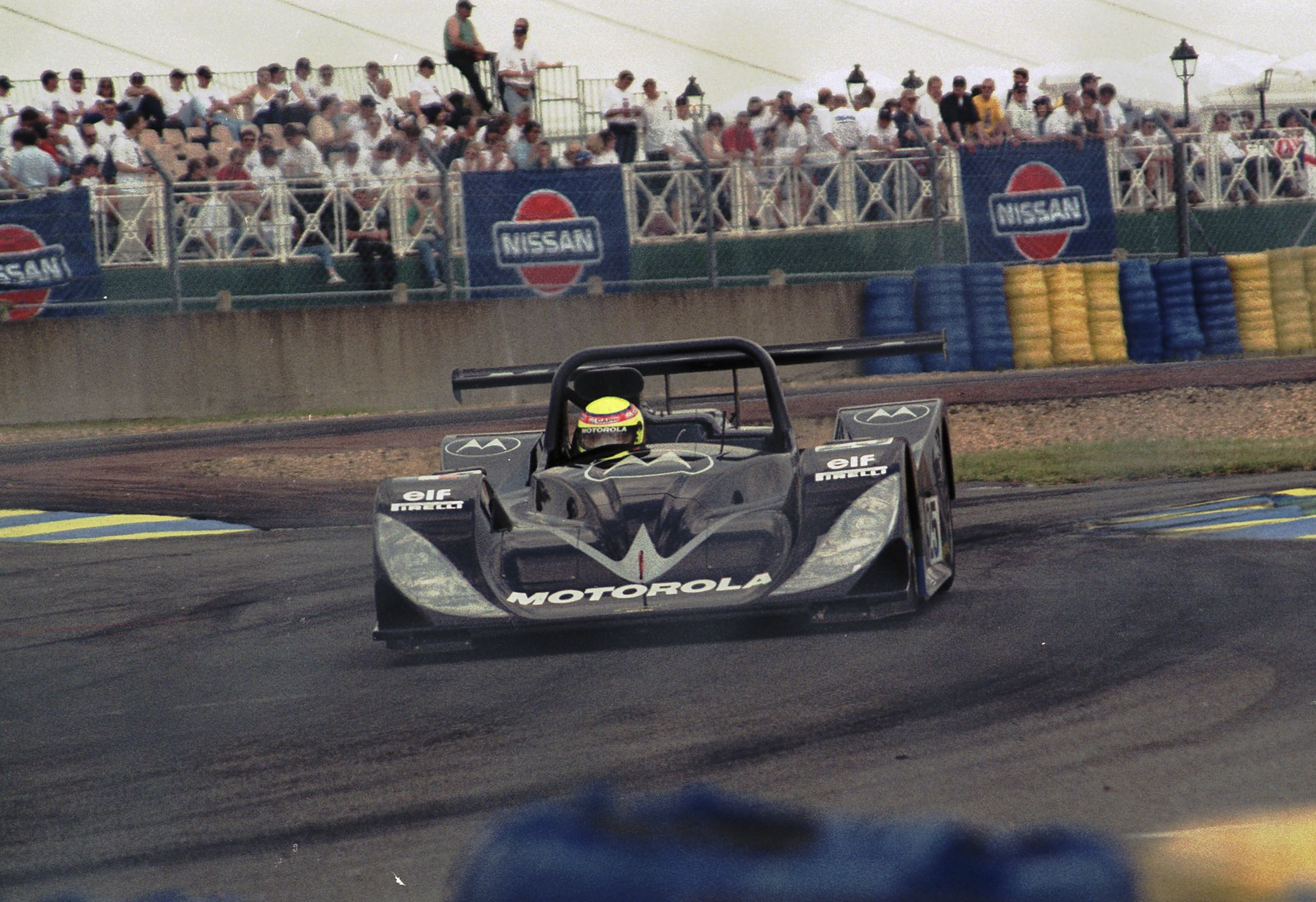
Der von David Terrien gefahrene Lola B90/10 beim 24-Stunden-Rennen von Le Mans 1999

David Terrien (* 27. Oktober 1976 in Nantes) ist ein ehemaliger französischer Autorennfahrer.

## Karriere
David Terrien begann seine Karriere im Kartsport. 1993 wurde er Weltmeister in der Formel A, wurde in dieser Klasse auch Vizeeuropameister und Zweiter im Gesamtklassement der französischen Elite-Meisterschaft. 
1996 wechselte er in die Monoposto-Szene und fuhr für Graff Racing auf einem Mygale SJ96. 1998 stieg er in die Formel 3 auf und blieb Werksfahrer bei Graff Racing. In der französischen Formel-3-Meisterschaft erreichte er auf einem Dallara 396 Ende des Jahres den dritten Rang in der Meisterschaft. 1999 fuhr er eine Saison in der Formel 3000 und gab sein Debüt beim 24-Stunden-Rennen von Le Mans. Terrien fuhr einen Lola B98/19 des französischen DAMS-Team. Seine Partner waren Christophe Tinseau und Franck Montagny. Das Trio kam nach einem Motorschaden nicht ins Ziel. Bei bis heute insgesamt vier Starts an der Sarthe kam er nur einmal ins Ziel, als er 2003 auf einem Ferrari 360 Modena GT 25. der Gesamtwertung wurde.
In den 2000er-Jahren bestritt er Rennen in der FIA-GT-Meisterschaft. 2002 feierte er mit dem Gesamtsieg beim 24-Stunden-Rennen von Spa-Francorchamps seinen bisher größten Erfolg im Motorsport. Außerdem gewann er gemeinsam mit Christian Pescatori das 2:30-Stunden-Rennen auf dem Nürburgring 2000. Seit 2008 trat Terrien regelmäßig in der Speedcar Series an.

## Statistik

### Le-Mans-Ergebnisse
| Jahr | Team                       | Fahrzeug              | Teamkollege         | Teamkollege           | Platzierung | Ausfallgrund |
| ---- | -------------------------- | --------------------- | ------------------- | --------------------- | ----------- | ------------ |
| 1999 | Team DAMS                  | Lola B98/10           | Christophe Tinseau  | Franck Montagny       | Ausfall     | Motorschaden |
| 2000 | Racing Organisation Course | Reynard 2KQ-LM        | Jean-Denis Delétraz | Ralf Kelleners        | Ausfall     | Motorschaden |
| 2001 | Equipe de France FFSA      | Chrysler Viper GTS-R  | Jonathan Cochet     | Jean-Philippe Dayraut | Ausfall     | Unfall       |
| 2003 | JMB Racing                 | Ferrari 360 Modena GT | Fabrizio De Simone  | Fabio Babini          | Rang 25     |              |